# Liste der Biografien/Soj
Liste der Biografien |
Portal Biografien |
Personensuche
# |
A |
B |
C |
D |
E |
F |
G |
H |
I |
J |
K |
L |
M |
N |
O |
P |
Q |
R |
S |
T |
U |
V |
W |
X |
Y |
Z |
?
 
Sa |
Sb |
Sc |
Sd |
Se |
Sf |
Sg |
Sh |
Si |
Sj |
Sk |
Sl |
Sm |
Sn |
So |
Sp |
Sq |
Sr |
Ss |
St |
Su |
Sv |
Sw |
Sy |
Sz
 
Soa |
Sob |
Soc |
Sod |
Soe |
Sof |
Sog |
Soh |
Soi |
Soj |
Sok |
Sol |
Som |
Son |
Soo |
Sop |
Sor |
Sos |
Sot |
Sou |
Sov |
Sow |
Sox |
Soy |
Soz
Die Liste der Biografien führt alle Personen auf, die in der deutschsprachigen Wikipedia einen Artikel haben. Dieses ist eine Teilliste mit 17 Einträgen von Personen, deren Namen mit den Buchstaben „Soj“ beginnt.

## Soj

### Soja
- Soja, Edward (1940–2015), US-amerikanischer GeographEdward Soja (1940–2015)

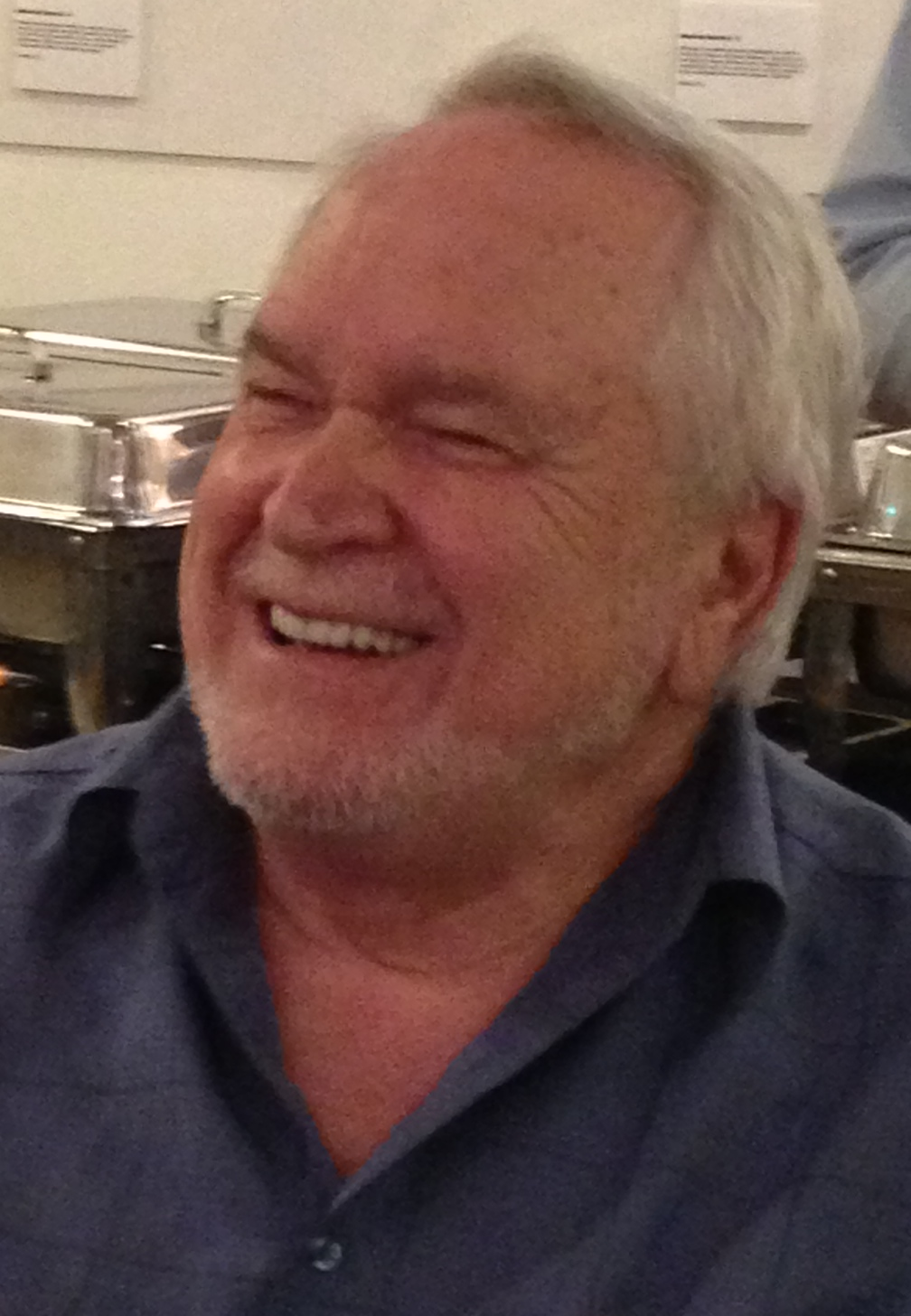
Edward Soja (1940–2015)

- Soja, Jelena Igorewna (* 1981), russische Synchronschwimmerin
- Soja, Rolf (1947–2018), deutscher Komponist, Arrangeur und Produzent
- Sojan Edappilly, Ancy (* 2001), indische Weitspringerin

### Sojb
- Søjberg Pedersen, Rasmus (* 2002), dänischer Radrennfahrer

### Sojc
- Sojc, Natascha (* 1966), deutsche Klassische Archäologin

### Sojd
- Šojdrová, Michaela (* 1963), tschechische Politikerin

### Soje
- Sojer, Hans (1943–2022), österreichischer Opern-, Konzert- und Liedsänger (Tenor)

### Sojk
- Sojka, David (* 1994), tschechischer Bahnradsportler
- Sojka, Klaus (1926–2009), deutscher Jurist und Autor
- Sojka, Michaele (* 1963), deutsche Politikerin (Die Linke), MdL
- Sojka, Mirosław (* 1995), polnischer Naturbahnrodler
- Sojka, Stanisław (* 1959), polnischer Jazz-Sänger und Komponist
- Sojka, Trude (1909–2007), deutsche Malerin und Bildhauerin

### Sojl
- Sojliu, Nuri (1870–1940), Mitunterzeichner der albanischen Unabhängigkeitserklärung

### Sojo
- Sojo, Padre (1739–1799), venezolanischer Priester und Musikpädagoge
- Sojo, Vicente Emilio (1887–1974), venezolanischer Komponist